# Val Melaina
Val Melaina est une zone de Rome située au nord de Rome dans l'Agro Romano en Italie. Elle est désignée dans la nomenclature administrative par Z.I et fait partie du Municipio III. 
Il forme également une « zone urbanistique » désigné par le code 4.b, qui compte en 2010 : 37 469 habitants.

## Géographie
Val Melaina s'étend sur 6,25 km2 dans le sud du Municipio III, à l'intérieur du grand contournement de Rome.

## Sites et monuments
- Université pontificale salésienne
- Église San Frumenzio ai Prati Fiscali
- Église Santa Maria della Speranza
- Église Santissimo Redentore a Val Melaina (dont le nom est rattaché à la zone mais administrativement partie de Monte Sacro)